# Willi Born (Maueropfer)

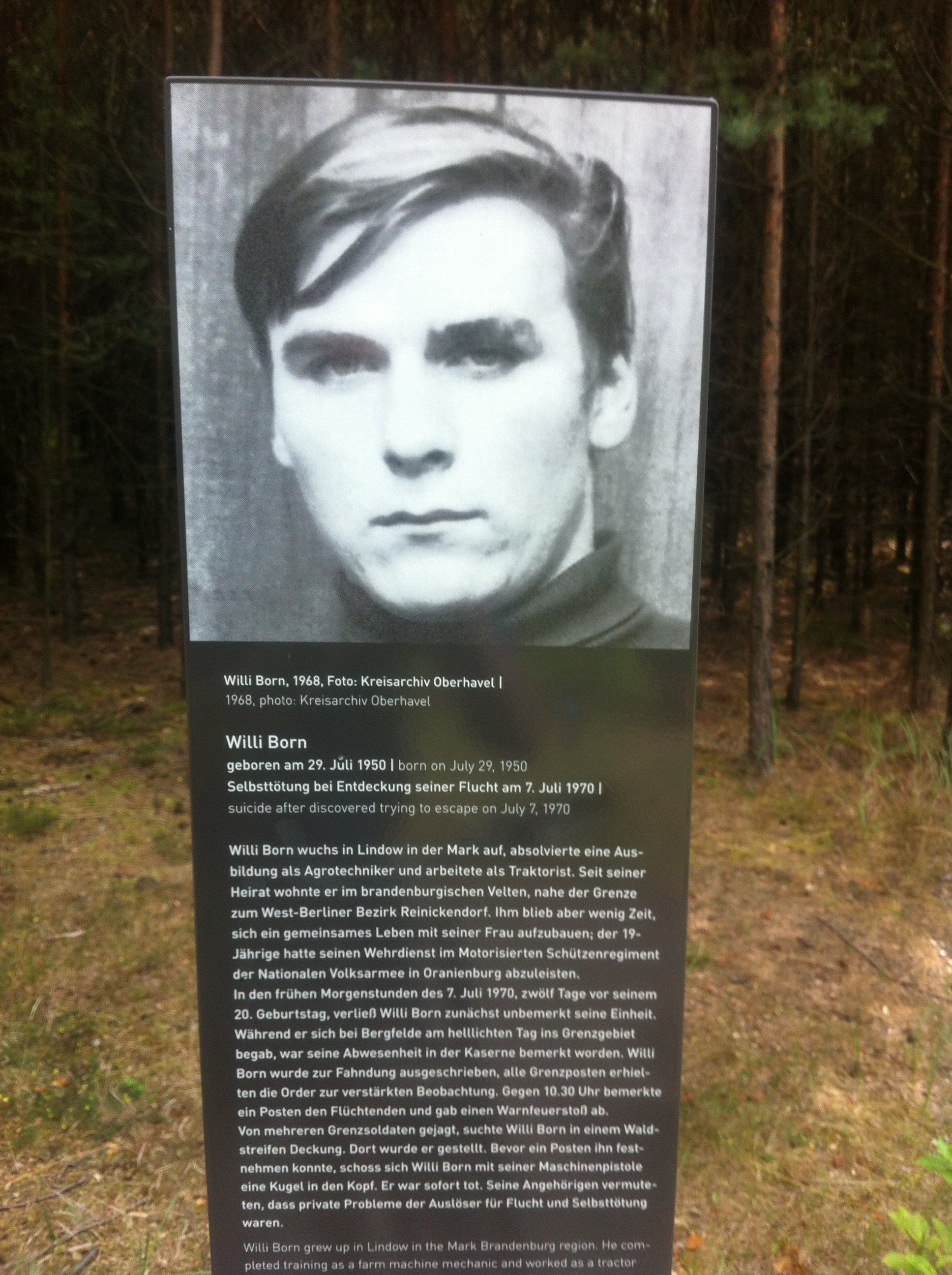
Willi Born, Stele am Mauerweg in Frohnau

Willi Born (* 19. Juli 1950; † 7. Juli 1970 in Bergfelde) war ein Todesopfer an der Berliner Mauer. Als der Wehrdienstleistende bei einem Fluchtversuch aus der DDR von Angehörigen der Grenztruppen der DDR gestellt wurde, beging er Suizid.

## Leben
Willi Born wuchs als ältestes von sieben Kindern seiner Mutter zunächst in Klein Marzehns auf. Nach dem Tod der Mutter lebte er zeitweise in einem Kinderheim. Anschließend zog er nach Lindow zu seinem in zweiter Ehe verheirateten Vater. An die Schulzeit schloss er eine Lehre zum Agrartechniker an. Er arbeitete bei der LPG in Lindow als Traktorist. Nach seiner Hochzeit 1969 zog er mit seiner Frau nach Velten nördlich von Berlin.
Ab 1970 musste er zum Wehrdienst bei der Nationalen Volksarmee. Er leistete den Dienst im Motorisierten Schützen-Regiment 1 (MSR-1; 1. MSD), das in Oranienburg stationiert war. Am 7. Juli 1970 setzte er sich mit seiner Dienstwaffe von seiner Einheit ab und begab sich nach Bergfelde. Als sein Verschwinden entdeckt wurde, ging eine Fahndungsmeldung an die bewaffneten Organe der DDR. Die Grenzsoldaten an der nahen Grenze wurden informiert.
Gegen 10.30 Uhr entdeckte ein Grenzposten Willi Born im Grenzgebiet, als dieser die Hinterlandmauer überkletterte, erstattete Meldung und gab zwei Schüsse auf den Fahnenflüchtling ab, ohne ihn zu treffen. Willi Born rannte zur Deckung in einen Waldstreifen, der sich zwischen der Hinterlandmauer und dem Signalzaun auf dem Territorium der DDR befand. Grenzsoldaten nahmen die Verfolgung auf und durchkämmten das Grenzgebiet. Willi Born tötete sich gegen 10.45 Uhr mit einem Schuss aus seiner AK-47 in den Kopf.
Willi Born wurde in Lindow, dem Heimatort seines Vaters, beigesetzt.